# Aviation and Marine Engineers Association
Die Aviation and Marine Engineers Association (AMEA) ist eine Gewerkschaft für Beschäftigte der Ingenieure der Luftfahrt- und Marineindustrie in Neuseeland.

## Geschichte
1881 wurde das Institute of Marine and Power Engineers als Berufsverband gegründet. Der Verband setzte sich für bessere Arbeitsbedingungen und höhere Löhne ihrer Mitglieder ein. 1934 wurde der Berufsverband als eine Incorporated Society eingetragen. 1990 folgte dann eine Umstrukturierung und gemäß dem neuen Labour Relations Act die Registrierung unter dem neuen Namen NZ Association of Marine Aviation & Power Engineers. Das neue Gesetz des Employment Relations Act 2000 forderte nun auch hier die Gewerkschaften auf, sich nach dem Gesetz registrieren zu lassen. Mit einer erneuten Umbenennung in Aviation and Marine Engineers Association zählte dann die Gewerkschaft zu den ersten, die dem Gesetz entsprachen.

## Gewerkschaft heute
Stand 1. März 2024 zählte die Aviation and Marine Engineers Association 3336 Mitglieder und strukturierte sich den Aufgaben und Branchen entsprechend in vier Divisions: 
- Aviation – In diesem Bereich sind Beschäftigte organisiert, die mit Ausnahme von Piloten und Bordpersonal alle etwas mit der Fliegerei zu tun haben, angefangen bei Luftfahrtingenieuren bis hin zum Flugzeug-Reinigungspersonal.[5]
- Marine – Es waren die Schiffsbauingenieure, die 1881 den Verband ursprünglich gründeten. Heute sind sie zusammen mit Schiffspersonal aus allen elf wichtigen Häfen des Landes in der Gewerkschaft organisiert.[6]
- Industrial – Diese Division entstand, als die Marineindustrie in Neuseeland schwächelte und die Beschäftigten sich an Land andere Arbeitsfelder suchten. Sie wollten die Bindung zu ihrer Gewerkschaft nicht aufgeben und so finden sich heute in dieser Devision Beschäftigte wieder, die in der Milchwirtschaft, der Fleischindustrie, der Düngemittelindustrie, der Wasserwirtschaft und in lokalen Behörden arbeiten.[7]
- Managers – Die Managers Division der Gewerkschaftsmitglieder entstand bei Air New Zealand.[8]